# ハンブルトニアン10
ハンブルトニアン（Hambletonian、Hambletonian10、Rysdyk's Hambletonian、Miller's Hambletonian、1849年 - 1876年）は、スタンダードブレッド最大の根幹種牡馬。1849年にニューヨーク州で父アブダラ (Abdallah) と母チャールズケントメア (Charles Kent Mare) の間に生まれた。体高（肩までの高さ）は15.2ハンド（154.4センチメートル）ほど。18世紀末にイギリスで活躍したサラブレッド、ハンブルトニアンと区別するためハンブルトニアン10（ハンブルトニアンX）やリスダイクハンブルトニアン、ミラーズハンブルトニアンとも呼ばれている。
父アブダラはスタンダードブレッドだが、その父マンブリノ (Mambrino) はサラブレッドであり、さらに1788年にアメリカへ輸入されたイギリス生まれのメッセンジャー（父系はフライングチルダーズ系）へと遡ることができる。ハンブルトニアンはトロッター競走（繋駕速歩競走のひとつ）の大レース「ハンブルトニアン」の名前の由来となったが、このメッセンジャーもペーサー競走（繋駕速歩競走のひとつ）の大レース「メッセンジャーステークス」に名を残している。
当初まったく期待されていなかったため公式なレースには出走していない。トライアルレースで1マイル2分48秒のタイムを残してはいるが、これは現在の速歩競馬の水準と比較してかなり遅く、1879年に作られたスタンダードブレッドの基準に彼自身は合格できないほどである。しかし種牡馬としては活躍し、1851年から1875年までの24年間で1325頭もの産駒を残した。種牡馬となった産駒は130頭、繁殖牝馬となったのは80頭である。とくにその中のハッピーミィディアム (Happy Medium) 、ディクテイター (Dictator) 、アブダラ (Abdallah) 、ジョージワイクス (George Wikes) 、ハロルド (Harold) 、エレクショニア (Electioneer) が大種牡馬となり、直系子孫は大繁栄。現在の北米のスタンダードブレッドの99%以上の父方直系祖先となっている。そのためスタンダードブレッドにおいて始祖的な位置づけを持つ。

## 血統表
| ハンブルトニアンの血統（フライングチルダーズ系 / Messenger3.4×4.4=31.25%） | ハンブルトニアンの血統（フライングチルダーズ系 / Messenger3.4×4.4=31.25%） | ハンブルトニアンの血統（フライングチルダーズ系 / Messenger3.4×4.4=31.25%） | （血統表の出典）    | （血統表の出典）  |
| 父 Abdallah 鹿毛 1823年 スタンダードブレッド                               | 父の父Morris' Mambrino 鹿毛 1806年 サラブレッド (TB)                       | Messenger (TB)                                                             | Mambrino            | Mambrino          |
| 父 Abdallah 鹿毛 1823年 スタンダードブレッド                               | 父の父Morris' Mambrino 鹿毛 1806年 サラブレッド (TB)                       | Messenger (TB)                                                             | Mare by Turf        |                   |
| 父 Abdallah 鹿毛 1823年 スタンダードブレッド                               | 父の父Morris' Mambrino 鹿毛 1806年 サラブレッド (TB)                       | mare by Sour Crout (TB)                                                    | Sour Crout          | Sour Crout        |
| 父 Abdallah 鹿毛 1823年 スタンダードブレッド                               | 父の父Morris' Mambrino 鹿毛 1806年 サラブレッド (TB)                       | mare by Sour Crout (TB)                                                    | mare by Whirligiger |                   |
| 父 Abdallah 鹿毛 1823年 スタンダードブレッド                               | 父の母Amazonia 1818年 スタンダードブレッド                                 | son of Messenger (TB)                                                      | Messenger           | Messenger         |
| 父 Abdallah 鹿毛 1823年 スタンダードブレッド                               | 父の母Amazonia 1818年 スタンダードブレッド                                 | son of Messenger (TB)                                                      | 不明                |                   |
| 父 Abdallah 鹿毛 1823年 スタンダードブレッド                               | 父の母Amazonia 1818年 スタンダードブレッド                                 | 不明                                                                       | 不明                | 不明              |
| 父 Abdallah 鹿毛 1823年 スタンダードブレッド                               | 父の母Amazonia 1818年 スタンダードブレッド                                 | 不明                                                                       | 不明                |                   |
| 母 Charles Kent's mare 鹿毛 1834年 スタンダードブレッド                    | 母の父Jary's Bellfounder 鹿毛 1816年 ノーフォークトロッター (NF)           | Steven's Belfounder (NF)                                                   | Wroot's Pretender   | Wroot's Pretender |
| 母 Charles Kent's mare 鹿毛 1834年 スタンダードブレッド                    | 母の父Jary's Bellfounder 鹿毛 1816年 ノーフォークトロッター (NF)           | Steven's Belfounder (NF)                                                   | mare by Smuggler    |                   |
| 母 Charles Kent's mare 鹿毛 1834年 スタンダードブレッド                    | 母の父Jary's Bellfounder 鹿毛 1816年 ノーフォークトロッター (NF)           | Velocity (TB)                                                              | Haphazard           | Haphazard         |
| 母 Charles Kent's mare 鹿毛 1834年 スタンダードブレッド                    | 母の父Jary's Bellfounder 鹿毛 1816年 ノーフォークトロッター (NF)           | Velocity (TB)                                                              | Miss Hervey         |                   |
| 母 Charles Kent's mare 鹿毛 1834年 スタンダードブレッド                    | 母の母One Eye 鹿毛 1815年 スタンダードブレッド (SB)                        | Bishop's Hambletonian (SB)                                                 | Messenger           | Messenger         |
| 母 Charles Kent's mare 鹿毛 1834年 スタンダードブレッド                    | 母の母One Eye 鹿毛 1815年 スタンダードブレッド (SB)                        | Bishop's Hambletonian (SB)                                                 | Pheasant            |                   |
| 母 Charles Kent's mare 鹿毛 1834年 スタンダードブレッド                    | 母の母One Eye 鹿毛 1815年 スタンダードブレッド (SB)                        | Silvertail (SB)                                                            | Messenger           | Messenger         |
| 母 Charles Kent's mare 鹿毛 1834年 スタンダードブレッド                    | 母の母One Eye 鹿毛 1815年 スタンダードブレッド (SB)                        | Silvertail (SB)                                                            | Black Jin           |                   |

血統には諸説ある。また、上記血統表でスタンダードブレッドと表記している馬も便宜上そう表記しているだけで、当時そう呼ばれていたわけではない。